# Usa Sinlapajarn
Usa Sinlapajarn es una deportista tailandesa que compitió en taekwondo. Ganó una medalla de plata en los Juegos Asiáticos de 1998, y una medalla de plata en el Campeonato Asiático de Taekwondo de 1998.

## Palmarés internacional
| Juegos Asiáticos    | Juegos Asiáticos             | Juegos Asiáticos | Juegos Asiáticos |
| Año                 | Lugar                        | Medalla          | Categoría        |
| ------------------- | ---------------------------- | ---------------- | ---------------- |
| 1998                | Bangkok (Tailandia)          | Medalla de plata | –47 kg           |
| Campeonato Asiático |                              |                  |                  |
| Año                 | Lugar                        | Medalla          | Categoría        |
| 1998                | Ciudad Ho Chi Minh (Vietnam) | Medalla de plata | –51 kg           |